# Skjønhaug
Skjønhaug is een plaats in de Noorse gemeente Trøgstad, fylke Østfold. Skjønhaug telt 1834 inwoners (2007) en heeft een oppervlakte van 1,79 km². Het is de hoofdplaats van de gemeente.

## Kerk
In Skjønhaug staat Trøgstad kirke, een stenen kerk uit de 13e eeuw. De klokkentoren dateert uit de 17e eeuw. Oorspronkelijk was de kerk gewijd aan Sint Olav.